# Чернильщиково
Чернильщиково — деревня в Томской области, с 1997 года входит в состав городского округа ЗАТО Северск (внегородские территории), ранее входила в состав Томского района. Население 2 чел. (2021) .

## История
Около деревни находятся руины крепости «Курлакское городище» (5-3 век до н.э.).
В марте 1997 года, согласно Указу Президента России, было образовано закрытое административно-территориальное образование (ЗАТО) Северск, в состав которого вошла и деревня .

## География
Находится на р. Томь.

## Население
| 2012 | 2013 | 2014 | 2015 | 2021 |
| ---- | ---- | ---- | ---- | ---- |
| 2    | →2   | →2   | →2   | →2   |

## Инфраструктура
Садоводство.

## Транспорт
Автомобильный транспорт
Автобус №141 (Северск - Чернильщиково - НСТСЛ "Спутник")